# Ma Ning (àrbitre)
Ma Ning (nascut el 14 de juny de 1979) és un àrbitre de futbol xinès. Ha estat àrbitre internacional absolut de la FIFA des del 2011.
És professor del Wuxi Vocational and Technical College.
El 9 de maig de 2015, Ma va provocar una gran polèmica quan va expulsar a 3 jugadors de Shenhua en un derbi de Xangai entre el Shanghai SIPG i el Shanghai Shenhua a la Super League xinesa, el partit va acabar 5-0 contra el SIPG.
El 23 de febrer de 2019, es va anunciar que Ma Ning havia estat contractat per CFA per convertir-se en un dels àrbitres professionals de la Xina.
El 19 de maig de 2022, Ma va ser seleccionat com un dels 36 àrbitres per a la Copa del Món de la FIFA 2022, convertint-se en el segon àrbitre xinès a aconseguir-ho des de Lu Jun el 2002.
El 21 d'agost de 2022, durant un partit de la Super League xinesa entre el Wuhan Yangtze River i l'Henan Songshan Longmen, Ma va ser tirat a terra deliberadament pel davanter del Songshan Longmen Henrique Dourado, que posteriorment va ser expulsat per conducta violenta. El partit va acabar 2-2. Cinc dies després, la FA xinesa va anunciar una suspensió de 12 mesos a Dourado, la pena més severa de la història de la Superlliga xinesa.